# Bernardino Butinone

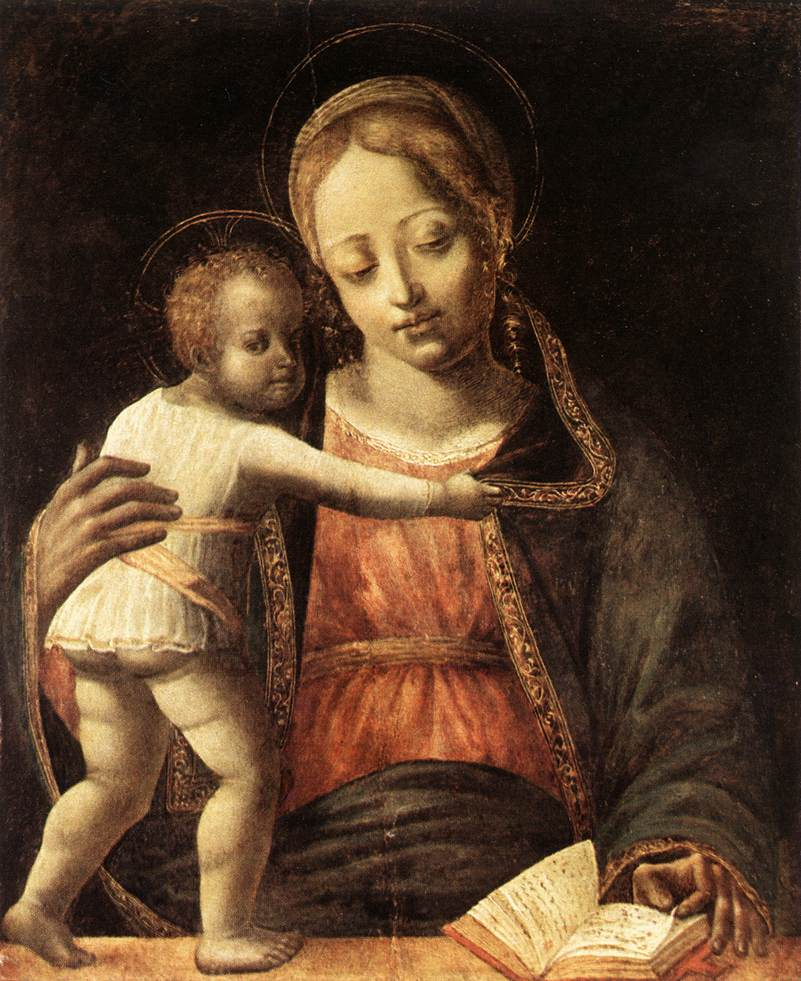
Маdonna con Bambino. 1490, Pinacoteca di Brera.

Bernardino Butinone (Treviglio, 1450 circa – notizie fino al 1510 circa) è stato un pittore italiano.

## Biografia
Figlio di Jacopo da Treviglio e allievo di Vincenzo Foppa, fu tutore del Bramantino e collaborò con Bernardo Zenale. Dal 1491 al 1493 i due pittori lavorarono insieme nella volta Grifi di San Pietro in Gessate a Milano, gravemente danneggiati nel 1943. Il loro capolavoro fu il polittico di San Martino a Treviglio, considerato universalmente la maggiore opera del Quattrocento lombardo, commissionato nel 1485 e non del tutto pagato nel 1507.
Le prime notizie certe lo vedono proprietario di in una fiorente bottega in Milano nel 1484 e nulla sapendo dei precedenti decenni, agli anni ottanta del Quattrocento vengono ascritte: la Flagellazione di Cristo (Museo di Villa Cagnola), una Crocefissione (Palazzo Barberini a Roma), la Pietà (già nella Galleria di Berlino) e sedici Storie bibliche (disperse in vari musei) e il trittico Madonna in trono e Santi realizzato nel 1484 presso la chiesa di santa Maria del Carmine a Milano. Tra gli altri suoi lavori si annoverarono alcuni affreschi conservati in Santa Maria delle Grazie (1490 circa), la Madonna col Bambino e Angeli in collezione Gallarati Scotti e, di pochi anni dopo, la Madonna, due Santi e quattro Angeli appartenenti alla collezione Borromeo.
La sua carriera artistica si suddivise in tre periodi ben precisi: inizialmente il pittore subì l'influenza di Mantegna e della scuola padovana-ferrarese come apparve chiaramente nella Crocifissione commissionata da Longhi; ben presto però emerse una spinta verso momenti creativi più originali e autentici, caratterizzati da una particolare gestione dei grigi, come evidenziò la Madonna col Bambino della Pinacoteca di Brera; da questo momento l'artista perseguì soluzioni più naturali, meno intellettuali e conformi con la scuola lombarda, dovute anche al tratto pittorico, più pacato, dello Zenale, e conservando tuttavia accenti di "accesa drammaticità". La sua parabola artistica trovò la sua acme con il polittico di Treviglio considerato il suo capolavoro, realizzata in collaborazione con lo Zenale, così come il ciclo di affreschi della cappella Grifi in San Pietro in Gessate a Milano. Il ciclo pittorico, dedicato alla vita di Sant'Ambrogio, benché in cattivo stato di conservazione, costituisce la più importante testimonianza giunta fino a noi della sua opera di affrescatore.
Agli ultimi anni della sua attività vengono assegnati un Altarolo conservato nella Pinacoteca del Castello Sforzesco e gli affreschi nella Chiesa di Santa Maria Maddalena a Camuzzago di Bellusco, nel Vimercatese in Brianza, probabile ultima opera realizzata a pochi anni dalla morte.

## Opere (parziale)
- Flagellazione di Cristo, Museo di Villa Cagnola, Gazzada Schianno
- Crocifissione, Palazzo Barberini, Roma
- Polittico di San Martino, chiesa di San Martino, Treviglio; con Bernardo Zenale
- Madonna e Santi, Collezione Borromeo, Isola Bella
- Apostolo (1490 circa), Galleria nazionale, Parma
- Madonna col bambino (1490 circa), Pinacoteca di Brera, Milano
- Tabernacolo con storie di Cristo (1490-1500), Pinacoteca del Castello Sforzesco, Milano
- Pietà, già nella Galleria di Berlino
- Cena di Betania, Blanton Museum of Art, Austin
- Madonna col Bambino e Angeli, Collezione Gallarati Scotti, Milano
- Affreschi nella chiesa di Santa Maria Maddalena, Camuzzago
- Affreschi dei pilastri della chiesa di Santa Maria delle Grazie, Milano
- Affreschi della cappella Grifi, chiesa di San Pietro in Gessate, Milano; con Bernardo Zenale
- Affreschi nella chiesa di San Bernardino, Caravaggio; con Bernardo Zenale